# Monte Sperone
Il Monte Sperone (1.262 m s.l.m.) è una caratteristica cima dei Monti del Sole nelle Dolomiti. Si trova in provincia di Belluno (Veneto) e dà il nome a Sospirolo (Sospiroiè la forma locale del toponimo, riconducibile a Sot Spiroi ovvero sotto al Monte Sperone).
È noto principalmente per la caratteristica parete rocciosa a strapiombo visibile da tutta la Valbelluna.